# 滿滿愛意
《滿滿愛意》（英語：Love Profusion）是美國女歌手瑪丹娜在2003年12月發行的歌曲，出自她第九張錄音室專輯《夢醒美國》（英語：American Life），這首單曲被雅詩蘭黛（Estée Lauder）欽點為2003年所推出的「Beautiful Paradise霓彩天堂」系列香水的廣告片主題曲。〈滿滿愛意〉在告示牌舞曲榜獲得一週冠軍，成為瑪丹娜第33首冠軍舞曲。

## 資料

### 歌曲簡介
〈滿滿愛意〉由瑪丹娜和詞曲創作人 Mirwais Ahmadzaï 共同編寫，是一首洋溢著朝氣與活力的中版流行電音歌曲。它另外亦收錄瑪丹娜在2003年11月發行的《神話再現混音迷你專輯》（英語：Remixed & Revisited）當中。

### 音樂影片
〈滿滿愛意〉被知名化妝品品牌雅詩蘭黛（Estée Lauder）欽點成為2003年新款香水「Beautiful Paradise霓彩天堂」的廣告片主題曲，為此雅詩蘭黛特地大手筆斥資請來了鬼才導演盧·貝松（英語：Luc Besson）拍攝廣告影片，而為了讓這首單曲的音樂影片和廣告影片概念相承，相互藉以拉抬知名度，因此盧·貝松亦同時執導了這首單曲的音樂影片。音樂影片中的瑪丹娜從都市街道走向花兒高聳，魚群，白鴿與仙子圍繞的美麗天堂，只不過在香水廣告當中女主角換成了超級名模卡洛琳·摩菲（英語：Carolyn Murphy）。
臺灣導演賴偉康執導的臺灣歌手蔡依林2005的歌曲〈野蠻遊戲〉MV內容與本首歌相似，但歌手公司方面表示導演並無抄襲該歌曲MV。

### 商業成績
〈滿滿愛意〉是瑪丹娜的《夢醒美國》（英語：American Life）專輯所推出的第五首單曲，它沒有進入美國流行單曲榜。〈滿滿愛意〉在2004年4月3日登上告示牌舞曲榜的榜首位置，成為這張專輯當中第五首舞曲榜冠軍單曲，這也讓《夢醒美國》成為瑪丹娜締造最多冠軍舞曲的錄音室專輯。
〈滿滿愛意〉在2003年12月20日於英國單曲榜獲得最高成績第11名。